# Bruno Kleinheyer
Bruno Kleinheyer (* 22. April 1923 in Hüls (Krefeld); † 15. Januar 2003 in Regensburg) war ein katholischer Theologe und Professor für Liturgiewissenschaft an der Universität Regensburg.

## Biographie
Nach dem Studium der Theologie an den Universitäten Bonn, Tübingen und München empfing Bruno Kleinheyer 1953 in Aachen die Priesterweihe. 1956 wurde er an der Theologischen Fakultät Trier zum Doktor der Theologie promoviert. Ab 1960 war er zunächst als Dozent am Priesterseminar Aachen und 1967/68 in Bochum tätig, bis er 1968 einen Ruf als ordentlicher Professor für Liturgiewissenschaft an die Katholisch-Theologische Fakultät der neugegründeten Universität Regensburg erhielt, an der er bis zu seiner Emeritierung im Jahr 1980 forschte und lehrte.
Als theologischer Berater begleitete Bruno Kleinheyer die Umsetzung der Reformbestimmungen des Zweiten Vatikanischen Konzils über die Erneuerung der Liturgie der römisch-katholischen Kirche. Zudem war er Berater der Liturgiekommission der Deutschen Bischofskonferenz und Mitglied in der Liturgischen Kommission der Diözese Regensburg.
Bruno Kleinheyer war außerdem Mitherausgeber des liturgiewissenschaftlichen Handbuches „Gottesdienst der Kirche“ und Mitglied der Schriftleitung der theologischen Zeitschrift „Liturgisches Jahrbuch“.

## Werke (Auswahl)
- Die Priesterweihe im römischen Ritus. Eine liturgiehistorische Studie (Trierer theologische Studien, Bd. 12), Trier 1962 (überarbeitete Fassung der Dissertationsschrift von 1956: Die Entwicklung des Priesterweiheritus von den ältesten römischen Sakramentaren und Ordines bis zum Pontificale Romanum).
- Erneuerung des Hochgebetes, Regensburg 1969.
- Heil erfahren in Zeichen, 2., verb. Aufl., München 1987. ISBN 3-7698-0375-2
- Sakramentliche Feiern. Teil 1: Die Feiern der Eingliederung in die Kirche (Gottesdienst der Kirche, Bd. 7,1), Regensburg 1989. ISBN 3-7917-1196-2